# Hasel (Baden-Württemberg)
Hasel è un comune tedesco di 1 107 abitanti, situato nel land del Baden-Württemberg.

## Luoghi di interesse
- Erdmannshöhle (grotta di stalattiti)